# Étang d'Eychelle
L’étang d'Eychelle est un lac d'origine glaciaire des Pyrénées françaises, sur le territoire de la commune de Bethmale, dans le département de l'Ariège en région Occitanie.

## Géographie
A 1 893 m d'altitude, il se trouve à l'est du Tuc de la Seube culminant à 2 096 m.

## Voies d'accès
Il est accessible par une randonnée pédestre au départ du col de la Core (1 395 m) desservi par la RD 17. Le sentier de grande randonnée 10 passe à 500 m environ au nord.